# Inés de Bures
Inés de Bures (nacida en 1101), fue por matrimonio señora de Banias y condesa de Sidón. Fue la hermana de Guillermo I de Bures, príncipe de Galilea.
Se casó en primeras nupcias con Raniero Brus, señor de Banias (fallecido en  1138), no tuvo descendencia. Luego se casó con Gerardo Grenier, conde de Sidón y tuvo:
- Reinaldo Grenier (1133-1202), conde de Sidón;
- Gautier (nacido en 1137)